# Yuan Hua
Yuan Hua, född den 16 april 1974 i Liaoyang, Kina, är en kinesisk judoutövare.
Hon tog OS-guld i damernas tungvikt i samband med de olympiska judotävlingarna 2000 i Sydney.